# Сенка (психологија)
Сенка је појам који је дефинисао Карл Густав Јунг (Јунг, 1921) и најопштије посматрано она представља све оне садржаје, пориве и потребе који су негативно вредновани, па су због тога одбачени, и смештени у несвесно.
У Јунговој психологији, под појмом сенка се подразумева део идентитета личности, који свесно „ја“ не прихвата и којег се стиди. Психичке особине, које човеково „ја“ не признаје као своје, бивају потиснуте у несвесно, где се формира инфериорни „тамни” део личности који се назива сенка. Зато Јунг сенку дефинише као свеукупност онога што личност не жели да буде и што не признаје да јесте.

## Појам
Сенка је један од основних појмова аналитичке психологије, веома важан за разумевање идентитета особе, али и за успостављање и одржавање односа са другима. Као и сваки други комплекс, подразумева архетипску основу, као и лично проживљено искуство. Сенка се односи на оно што је испод површине, и што свесно не прихвата. Садржаји Сенке су могли бити део Ја, а у сновима садржаји Сенке сневача се често јављају кроз фигуре истог пола, али  садржаји Сенке могу бити везани и за многе друге инстинктивне или инфериорне представе. Најчешће се садржаји Сенке везују за агресивне и сексуалне импулсе који су неприхватљиви за свесни део личности, али то нису њени једини садржаји. Сенка може да крије и позитивне садржаје, таленте или тежње, које је Ја из неког разлога одбацило. Кроз рани развој дете прихвата позитивно вредноване аспекте свог функционисања, и они постају део свесног идентитета или Персоне. Неприхваћени делови падају у »Сенку несвесности«, што опет не мора нужно да значи да су ови садржаји колективно неприхватљиви, већ је могуће и да их је само дететова најближа околина означила као такве.

## Сенка и Персона
Појам Сенке се често објашњава и везује за појам Персоне. Сенка као комплементарно функционални комплекс је заправо контра-Персона. Може се рећи и да су Сенка и Персона парови супротности, као и да су комплементарне једна другој, или у чешћем случају, супротстављеног садржаја. Што је Персона «светлија», то је Сенка «тамнија» и пројекције које су проистекле из ње су снажније. Сенка је често у функцији онога што хоћемо, а што Персона не дозвољава и строго цензурише. Јунг је говорио о јавној односно социјалној Персони, која је мање или више идентификована са Ја-комплексом. Она формира психо-социјални идентитет особе. Међутим, Персона је такође и «колективна структура», обележена је колективним наносом, иако Ја са њом лакше излази на крај јер је усклађена са нормама средине. У супротности је Сенка која је сакривена и склоњена са по  површине свести. Она се показује само под одређеним околностима, док је Персона много очигледнија и видљивија – она се јавља као важан аспекат личности у свакодневним социјалним ситуацијама и контекстима.

## Архетипска сенка
Јунг је такође говорио и о архетипској Сенци у чијем се средишту налази архетип зла. Примере манифестација архетипске Сенке можемо наћи у бајкама, митовима, литератури, али и у екстремним деструктивном социјалним и друштвеним појавама (тероризам, брутални ратови, прогони стигматизованих група), као и у екстремним појединачним деструктивним чиновима особа које почине одређене бруталне злочине. Архетипска Сенка се не може објаснити одређеним психолошким факторима који су утицали на њен развој/пробој. Другим речима, колико год труда да је уложено, и истраживања, теорија изведено, врло је тешко разумети и објаснити природу архетипског зла. Касније Јунг указује на ту другу димензију Сенке. Говори о томе како је „све што је у несвесном заправо дело Сенке“, и архетипску Сенку повезује са инстинктивним делом нашег бића. Она сада више није само негативна и деструктивна, већ пре добија квалитет „неутралног“.

## Развој Сенке и њено деловање
Сенка се формира у процесу формирања Ја . Оно што Ја-свест одбацује, постаје садржај Сенке. Оно што је позитивно вредновано, хваљено и прихваћено, постаје део свесног идентита и Персоне, док је за Сенку карактеристично да се у њој налазе садржаји који су некомпатибилни са свесним Ја и Персоном. Међутим, у процесу адаптације на спољашњи свет, Ја „ангажује“ Сенку на начине који су за свесно Ја неприхватљиви, а да при томе личност не упадне у морални конфликт . Без знања Ја, ови садржаји делају из Сенке, и нису доступни интроспекцији. Особа их тешко може препознати као своје свесне одлуке или изборе и често се интензивно брани да их прихвати као чињенице или поступке који имају одређену функцију за личност. Велики изазови за развој и интеграцију као и за нагле „пробоје“ Сенке су период адолесценције и период средњег доба. Неки људи кроз рад на себи или процес психотерапије успевају да препознају и интегришу одређене делове своје Сенке и тиме постају целовитије особе и могу да користе потенцијале које Сенка у себи носи. У другим случајевима, Сенка остане неинтегрисана и непозната свесном делу личности и тада су њене манифестације деструктивније, често таква особа Сенку пројектује на друге особе, а она остаје ускраћена за одређене потенцијале који остају у „сенци несвесног“.

## Појављивање Сенке у књижевности и култури
Како би се Сенка целовитије схватила, може се сагледати кроз читаве личности које су њена манифестација – књижевне или историјске ликове који је представљају. Типичан пример фигуре Сенке је Гетеов Мефисто, или Франкенштајн, из чувеног романа Мери Шели . Даље, како бисмо разумели однос Сенке и Персоне, поново је потребно обратити пажњу на одређене примере. Ликове који описују Персону и Сенку могли би овако да опишемо: што је један светлији, други је тамнији; што је један рационалнији, други је ирационалнији; што је један екстровертнији, други је интровертнији, и тако даље. У складу с тим, као „особе“ које одговарају овом опису могу се узети др. Џекил и мр. Хајд; Нарцис и Златоусти; Каин и Авељ; Ева и Лилит.